# Radio Trigal FM
La Radio Trigal FM es una radio de frecuencia modulada, se encuentra situada en la ciudad de San Fernando.

## Historia
Fue fundada el 17 de enero de 1979, por la destacada locutora Lucy Bava Laplace, quien es su propietaria y gerente general. Radio trigal ha servido a la comunidad ofreciendo sus espacios a diferentes instituciones que publicitan así sus actividades, en lo que representa uno de los objetivos fundamentales de la emisora como medio de comunicación social.
Radio Trigal transmite las 24 horas del día y ha definido su programación musical, la que ha conservado desde sus inicios, basada en:
- En un 80 % de música latina, recuerdos y éxitos anglos preferentemente clásicos, incluyendo canciones de actualidad, pero también poniendo gran énfasis en Recuerdos con programas diarios definidos según el gusto de los auditores.
- Un 20% de la pauta musical está dirigida a la música instrumental de sobremesa, a través de un programa que diariamente se emite entre 13:30 y 15:00 horas, y que se ha transformado en una característica de Radio Trigal desde sus inicios.

Cuenta con diferentes programas: FM Noticias, Conversando la Actualidad, El Rincón del Tango, Recuerdos al atardecer, Visión Deportiva.